# Panda Noir
Panda Noir is een Nederlandse band, bestaande uit Esmé Gabeler (zang en gitaar), Bonno Heijke (gitaar), Eli Westerveld (basgitaar) en Max Coenders (drums).

## Geschiedenis
Panda Noir werd in 2019 opgericht onder de door Gabeler, Heijke en basgitarist Keanu Spruit Bleeker. De bandleden kenden elkaar doordat ze allen hebben gestudeerd aan het Conservatorium Haarlem. In 2020 werd meegedaan aan de Rob Acda Award; deze wedstrijd werd niet afgemaakt door de coronapandemie. 
Sinds begin 2021 werden enkele singles uitgebracht, opbouwend naar de ep Failed Being Wise uit januari 2023. De band speelt in een nieuwe formatie, met Eli Westerveld op basgitaar in plaats van Spruit Bleeker en Max Coenders op de drums (de EP hebben zij zelf ingedrumd, en ze speelden live zonder drums of met invallers). Voordat de ep werd uitgebracht, deden ze in 2022 mee aan de Amsterdamse Popprijs en behaalden ze de finale. De finale werd dat jaar gewonnen door Cloud Cafe.  In de nieuwe formatie waren ze in begin 2023 voorprogramma bij de tour van Orange Skyline en waren ze in de tweede helft van het jaar geselecteerd voor de Popronde. Aan het eind van 2023 werd de single OK? uitgebracht. Begin 2024 stonden ze op muziekfestival Out of the Ordinary  en mochten ze aan het eind van het jaar weer mee touren met Orange Skyline. 
Begin 2025 begint goed voor de band met het doen van de Aftershow van Sam Fender in Afas Live op 18 maart. Een maand later hebben zij een uitverkochte EP Releaseshow in Cinetol Amsterdam voor de tweede ep Not Getting Any Wiser die uitgekomen is op vrijdag 2 mei 2025. 